# André Corap
André Georges Corap (Pont-Audemer, 15 gennaio 1878 – Fontainebleau, 15 agosto 1953) è stato un generale francese, che durante la seconda guerra mondiale fu comandante della IXe Armée e poi della VIIe Armèe nel corso della battaglia di Francia. Ritenuto pubblicamente responsabile del disastro sulla frontiera della Mosa dal primo ministro Paul Reynaud,dopo l'armistizio con la Germania seguì il governo in esilio dapprima a Bordeaux e successivamente a Vichy, dove fu posto in posizione di riserva il 1º luglio 1940. Dopo il processo di Riom, tenutosi dal 10 febbraio all'11 aprile 1942, non gli fu permesso di difendersi pubblicamente, venendo tenuto sempre in disparte da ogni ulteriore discussione sulle cause della disfatta.

## Biografia
Nacque a Pont-Audemer, in Normandia, il 15 gennaio 1878, figlio di un sarto. Uscì dall'École spéciale militaire de Saint-Cyr nel 1898, per prestare servizio nei Tirailleurs algerini. L'essenziale della sua carriera si svolse come ufficiale coloniale, prestando servizio in Algeria e Marocco. Nel 1905 fu ammesso a frequantare la Scuola di guerra, venendo nominato Cavaliere della Legion d'onore il 10 luglio 1913. Capitano degli zuavi nel 1914, durante la prima guerra mondiale svolse principalmente incarichi di Stato maggiore, prestando servizio sotto i generali Ferdinand Foch e Philippe Pétain.
Nel 1924 venne mandato in Marocco, dove assunse il comando della 3ª Brigata Marocchina con il grado di tenente colonnello. Nel 1926, durante la guerra del Rif, si distinse nel catturare il capo degli insorti riffani, il cadì Abd el-Krim (Abdelkrim El Khattabi). Il 10 giugno dello stesso anno fu insignito del grado di Commendatore della Legion d'onore e nominato colonnello. Il 28 aprile 1929 fu promosso generale di brigata, mentre tra il 1929 ed il 1931 diviene comandante ad interim della Divisione militare di Tolone. Tra il 1931 e il 1934 fu a Capo dello Stato maggiore del generale Maxime Weygand; tra il 1933 ed il 1935 prestò servizio come comandante della Divisione militare di Algeri. Il 6 settembre 1933 è promosso al grado di generale di divisione, e meno di due anni più tardi, il 30 aprile 1935, diviene generale di corpo d'armata. Tra il 1935 ed il 1936 fu comandante in capo delle truppe disloccate in Marocco, e nel 1937 assunse il comando della 2ª Regione Militare ad Amiens, incarico che ricoprì fino allo scoppio della seconda guerra mondiale, il 1º settembre 1939.

### La seconda guerra mondiale
Durante la cosiddetta Drôle de guerre, nel gennaio 1940 è nominato a titolo temporaneo generale d'armata, e posto al comando della IXe Armée, appartenente al 1º Gruppo di Armate del generale Gaston Billotte. Le forze sotto il suo comando comprendevano sette divisioni di fanteria e due divisioni di cavalleria. Durante una visita effettuata al comando della IXe Armée il generale inglese Alan Brooke rimase scioccato quando vedi sfilare le truppe di cavalleria in parata. Brooke notò soldati con la barba lunga, cavalli maltenuti, uniformi e finimenti degli animali malmessi, veicoli e mezzi blindati sporchi e maltenuti.
Durante l'offensiva scattata il 10 giugno 1940, la IX Armée, in ossequio al piano Dyle-Breda si schierò lungo la Mosa, a sud di Namur e Flize, appena ad ovest di Sedan. Purtroppo solamente due divisioni di fanteria riuscirono a completare lo schieramento prima che l'attacco tedesco investisse in pieno il fronte francese. Le divisioni corazzate del generale Heinz Guderian stabilirono una testa di ponte oltre la Mosa, ed a seguito di questo, la sera del 14 maggio, egli emanò un ordine di ritirata verso posizioni più sicure, ma il movimento delle truppe si trasformò in una rotta. A seguito di ciò si aprì una falla di circa cinquanta chilometri nel fronte francese, in cui si riversarono le divisioni corazzate tedesche.
Il generale Alphonse Georges, comandante del fronte nord-orientale, lo ritenne il principale responsabile della rottura del fronte e il 15 maggio 1940 venne sostituito al comando dell'armata dal generale Henri Giraud. Assunto temporaneamente il comando della VIIe Armée, dopo solo quattro giorni il Ministro della Difesa Édouard Daladier lo rimosse dall'incarico sostituendolo con il generale Aubert Frère. Il 21 maggio, il primo ministro Paul Reynaud lo ritenne pubblicamente responsabile del disastro sulla frontiera della Mosa, il che implicava che egli potesse essere processato per tradimento. Dopo l'armistizio con la Germania seguì il governo in esilio dapprima a Bordeaux e successivamente a Vichy, dove fu posto in posizione di riserva il 1º luglio 1940. Dopo il processo di Riom tenutosi dal 10 febbraio all'11 aprile 1942 la sua posizione si alleggerì in seguito a nuovi fatti emersi durante il dibattimento, ma non gli fu permesso di difendersi pubblicamente, venendo tenuto sempre in disparte da ogni ulteriore discussione sulle cause della disfatta.  Al termine del dibattimento gli fu permesso di tornare presso la sua casa di Fontainebleau, dove si spense il 15 agosto 1953.
Suo figlio, il sottotenente Albert Corap del 12e Régiment de Cuirassiers de la 2e Division Blindée rimase ucciso in combattimento a Schalbach il 21 novembre 1944.

### Annotazioni
1. ↑  Ecco l'opinione che aveva André Maurois (eletto all'Accademia di Francia nel 1938 e tenente nel 1939-1940) sul generale Corap riportata nell'opera Tragédie en France: Le général Corap était un homme timide, intélligent, peu militaire d'aspect, qui prenait du ventre e montait difficilement en voiture. Sa conversation etait intéressante, mais on devinait un esprit tout entier tournée vers le passé. Il me raconta comment, jeune sous- lieutenant, il avait été, au temps de Fachoda, mobilisé en Algerie contre l'Angleterre; puis comment il avait, au Maroc, en 1925, pris le rebelle Abd-el Krim. Cette affaire avait été le sommetde sa carriere et, au regard de la tâche qui attendait maintenante général, ce sommet semblait une Taupinière.
2. ↑  Che aveva il suo Quartier generale a Vervins.
3. ↑  Si trattava di Grandi Unità del tipo B, considerate di seconda scelta perché male equipaggiate e formate in gran parte da riservisti.
4. ↑  Già comandante della VIIe Armée impiegata dal generale Maurice Gamelin nel tentativo di ricongiungersi con l'esercito olandese attraversando il territorio belga.

### Fonti
1. 1 2 3 4 5 6 7 8 9 10  Generals.
2. ↑  (FR) Jean Boÿ, Historique de la 81e promotion de l’École spéciale militaire de Saint-Cyr (1869-1870), promotion Première des Grandes Manœuvres (PDF), su www.saint-cyr.org, Association des élèves et anciens élèves de l’École spéciale militaire de Saint-Cyr (Saint-Cyrienne), 7 febbraio 2011,  p. 4. URL consultato il 21 ottobre 2019..
3. ↑  Mitcham Jr. 2008, p. 293.
4. 1 2 3  Petacco 2008, p. 24.
5. 1 2  Battistelli 1994, p. 44.
6. 1 2  Petacco 2008, p. 146.
7. ↑  Selon Henri de Wailly, Abbeville mai 1940: Comment de Gaulle perd une bataille malgré ses char, Historama, mai 1995, p. 20.
8. ↑  Compagnon 1994, pp. 448-471.